# Akmenkroga-sila Purvs
Akmenkroga-sila Purvs är en sumpmark i Lettland.   Den ligger i Jēkabpils kommun, i den sydöstra delen av landet, 140 km sydost om huvudstaden Riga.